# クリスティーナ・ペデルセン
クリスティーナ・ペデルセン（Christina W. Pedersen、1981年4月9日 - ）は、ノルウェーのサッカー審判員。
1997年から審判を始め、2005年からToppserien（ノルウェー女子サッカープロリーグ）で審判員を務めている。
ムーレ・オ・ロムスダール県在住で、Åndalsnes IF スポーツクラブに所属している。
2012年8月6日に行われたロンドンオリンピック女子サッカー準決勝のアメリカ対カナダ戦で主審を務めた。